# Mões
Mões é uma vila portuguesa que é sede da Freguesia de Mões do Município de Castro Daire, freguesia com 20,46 km² de área e 1691 habitantes (censo de 2021), tendo, assim, uma densidade populacional de 82,6 hab./km².
A povoação de Mões foi elevada à categoria de vila em 1995.
Até ao liberalismo, Mões constituía, juntamente com a freguesia de Moledo, o reguengo de Mões. Tinha, em 1801, 2 172 habitantes e 89 km². Entre 1820 e 1855 foi concelho constituído pelas freguesias de Alva, Mamouros, Mões, Moledo, Ribolhos e Cota. Tinha, em 1849, 4951 habitantes.

## Demografia
A população registada nos censos foi:
| Distribuição da População por Grupos Etários | Distribuição da População por Grupos Etários | Distribuição da População por Grupos Etários | Distribuição da População por Grupos Etários | Distribuição da População por Grupos Etários |
| -------------------------------------------- | -------------------------------------------- | -------------------------------------------- | -------------------------------------------- | -------------------------------------------- |
| Ano                                          | 0-14 Anos                                    | 15-24 Anos                                   | 25-64 Anos                                   | > 65 Anos                                    |
| 2001                                         | 340                                          | 342                                          | 1012                                         | 415                                          |
| 2011                                         | 257                                          | 199                                          | 888                                          | 500                                          |
| 2021                                         | 194                                          | 158                                          | 819                                          | 520                                          |

## Património
- Pelourinho de Mões

## Instituições
- Filarmónica de Mões
- Grupo Coral de Mões
- Grupo de Jovens de Mões
- Feira Medieval de Mões
- Associação para o desenvolvimento das novas tecnologias de Mões
- Associação Desportiva Cultural e Recreativa de Vila Boa